# Discografia di Johnny Dorelli
Questa voce elenca l'intera discografia italiana di Johnny Dorelli dal 1951 ad oggi, composta da 19 album ufficiali, di cui 17 in studio e 2 colonne sonore, più 134 singoli italiani, 17 EP e 14 raccolte ufficiali.

## Album in studio
- 1955 - Songo americano (CGD, MV 203)
- 1958 - Cordialmente (CGD, MV 224)
- 1958 - È arrivato da Sanremo (CGD, MV 225)
- 1958 - Dance with (Liberty, I 8508)
- 1959 - We Like Johnny (CGD, FG 5002)
- 1959 - Sanremo 1959 (CGD, SR 1012, con Betty Curtis)
- 1964 - 30 anni di canzoni d'amore (CGD, FG 5010)
- 1965 - Viaggio sentimentale (CGD, FG 5017)
- 1965 - Johnny Dorelli (CGD, FG 5024)
- 1967 - L'immensità (CGD, FG 5032)
- 1970 - Promesse... Promesse ... (CGD, FGS 5063, con Catherine Spaak)
- 1973 - Le canzoni che piacciono a lei (CGD, 69030)
- 1974 - Toi et Moi (CGD, 69060, con Catherine Spaak)
- 1978 - Giorgio (WEA Italiana, T56588)
- 1989 - Mi son svegliato e c'eri tu (Five Record, FM 14204)
- 2004 - Swingin' (Carosello, CARSM120-2)
- 2007 - Swingin' - parte seconda (Carosello, CARSM198)

## Raccolte
- 1969 - Ritratto di Johnny Dorelli (CGD, 30 FG 5041, MC)
- 1975 - Il meglio di Johnny Dorelli (CGD, 69127, LP)
- 1975 - Aggiungi un posto a tavola (CGD, 88119)
- 1976 - Ritratto di... Johnny Dorelli (Record Bazaar, RB 40, LP)
- 1978 - Una vita di successo (Record Bazaar, RB 184, LP)
- 1980 - Accendiamo la lampada (Cam, ARSAG 29103)
- 1985 - Nel blu dipinto di blu (CGD Serie Musica, LSM 1036, LP, MC)
- 1985 - Solo più che mai (CGD Serie Musica, LSM 1039, LP, MC)
- 1985 - Emozioni (CGD Serie Musica, LSM 1040, LP, MC)
- 1990 - Le più belle canzoni (CGD, 9031-71289-1, LP, CD, MC)
- 2005 - Le più belle canzoni di Johnny Dorelli (Warner Music Italy, 5050467674622, CD)
- 2007 -  Tutto Dorelli - La voce, lo stile(Rhino Records, 5051011-9845-2-5, 2 CD)
- 2008 - I grandi successi  (Rhino Records, 5051442-9863-5-8, 2 CD)
- 2011 - Johnny Dorelli  (Rhino Records, Serie Rhino Collection, 5052498-9645-5-0, CD)
- 2011 - Original Album Series ((Rhino Records, 5051011-9845-2-5, cofanetto 5 CD, ristampa di 5 album)
- 2016 - Playlist (Warner Music Italy, 5054197229121, CD)

## EP
- 1955 - Learning the blues/Songo americano/Lover/Suspiranno "Mon amour" - con il Quartetto Radar (CGD, E 6002)
- 1957 - Calypso melody/Young love/Calypso italiano/Mi casa, su casa - inciso come "D. JOHNNY" (Liberty, H 8028)
- 1957 - Bernardine/Hey there/Lullaby of birdland/Walkin' shoes (Liberty Records, H 8030)
- 1957 - Only you/Il valzer di Natascia/Refrains/Songo americano (CGD, E 6020)
- 1957 - Johnny Dorelli (CGD, E 6036)
- 1958 - Nel blu dipinto di blu (CGD, E 6041)
- 1958 - Come prima/Grande come il mare/Na rosa rossa pe' Katiuscia/Non ti vedo (CGD, E 6048)
- 1958 - With all my heart (CGD, E 6050)
- 1958 - Julia (CGD, E 6053)
- 1959 - White Christmas (CGD, E 6063)
- 1959 - Sanremo 1959 (CGD, E 6066, con Betty Curtis)
- 1959 - C'è un mondo ancor/Meravigliose labbra/Love in Portofino/Angelo di neve (CGD, E 6073)
- 1959 - Non baciare più nessuno (CGD, E 6074)
- 1961 - Dalla commedia musicale "Un mandarino per Teo" (CGD, E 6094)
- 1961 - Sing And Swing With Johnny Dorelli (CGD, E 6099)
- 1961 - A Paris (CGD, E 6103)
- 1964 - I successi di Johnny Dorelli (CGD, LPC 501, 12", 33 ⅓ RPM)

## Singoli
- 1951 - Arrotino/Famme durmì (La voce del padrone, HN 2793 Shellac 10")
- 1957 - Calypso romance/Kilindini docks (Liberty Records, G 7002)
- 1957 - Calypso melody/Calipso italiano (Liberty Records, G 7004)
- 1957 - Bernardine/Love letters in the sand (Liberty Records, G 7005)
- 1957 - Walkin' shoes/Lullaby of Birdland (Liberty Records, G 7006)
- 1957 - La luna è un'altra luna/Partite con te (Delahay, DS 1009)
- 1957 – Bernardine/Parlami d'amore sulla sabbia (CGD, N 9018)
- 1957 – Bernardine/Giovane amore (CGD, N 9019)
- 1957 – Un amore splendido/Tipitipitipso (CGD, N 9020)
- 1958 - Nel blu dipinto di blu/Giuro d'amarti così (CGD, N 9027)
- 1958 - Fantastica/Fragole e cappellini (CGD, N 9031)
- 1958 - Io sono te/Timida serenata (CGD, N 9033)
- 1958 - Come prima/Non ti vedo (CGD, N 9040)
- 1958 - With All My Heart/My Funny Valentine (CGD, PV 2290)
- 1958 - Grande come il mare/'Na rosa rossa pe' Katiuscia (CGD, N 9041)
- 1958 - With all my heart/My funny Valentine (CGD, N 9042)
- 1958 - Come prima/Calypso Melody  (CGD, N 9043)
- 1958 - Let me be loved/Chanson d'amour (CGD, N 9045)
- 1958 - Julia/Boccuccia di rosa (CGD, N 9046)
- 1958 - Sei chic/Donna di nessuno (CGD, N 9066)
- 1958 - Young love/For the first time (Liberty, G 7011)
- 1958 - Silent Night, Holy Night/Irish lullaby (CGD, N 9074)
- 1958 - Goodbye New York/...E piange il cielo (CGD, N 9076)
- 1958 - Silenzioso amore/Sei cocktail (CGD, N 9077)
- 1959 - Donna/Un raggio di sole (CGD, N 9086)
- 1959 - Una marcia in fa/Lì per lì (CGD, N 9091, con Betty Curtis)
- 1959 - Partir con te/Un bacio sulla bocca (CGD, N 9092)
- 1959 - Piove/Nessuno (CGD N 9093)
- 1959 - Né stelle nè mare/Io sono il vento (CGD N 9094)
- 1959 - Conoscerti/Tua (CGD N 9095)
- 1959 - La luna è un'altra luna/Tu sei qui (CGD N 9096)
- 1959 - School boy crush/Little star (CGD, N 9113)
- 1959 - The world outside (Concerto di Varsavia)/Birth of the blues (CGD, N 9114)
- 1959 - Love in Portofino/Smoke gets in your eyes (CGD, N 9115)
- 1959 - Meravigliose labbra/La donna che amerò (CGD, N 9116)
- 1959 - Angelo di neve/Dalla strada alle stelle (CGD, N 9120)
- 1959 - Love in Portofino/C'è un mondo ancor (CGD, N 9125)
- 1959 - Non baciare più nessuno/Dimmi di sì Susanna (CGD, N 9127)
- 1959 - La canzone di Orfeo/Felicità (CGD, N 9130)
- 1959 - Il nostro paradiso/Bambina (di Torre del Mare) (CGD, N 9136)
- 1959 - Guardatela ma non toccatela/Sei nata per essere adorata (CGD, N 9138)
- 1959 - Petite fleur/I sing amore (CGD, N 9139)
- 1959 - Tipi da spiaggia/Tanto, tanto bella! (CGD, N 9144)
- 1959 - Sei tutta un pericolo/Serenella (CGD, N 9148)
- 1959 - Lettera a Pinocchio/Ginge Rock (CGD, N 9154)
- 1960 - Amore senza sole/Perdoniamoci (CGD, N 9165)
- 1960 - Colpevole/Notte mia (CGD, N 9166)
- 1960 - Noi/E' vero (CGD, N 9167)
- 1960 - Il dente d'elefante/Simpatico autunno (CGD, N 9175)
- 1960 - Beviamoci su/La lunga estate di Taormina (CGD, N 9176)
- 1960 - That was the old Vienna/A smile in Vienna - dal film Olympia (CGD, N 9184)
- 1960 - La nostra melodia/Johnny vitamina (CGD, N 9185)
- 1960 - Storia fermati/Vuoi la luna? (CGD, N 9208)
- 1960 - Ruberò (il respiro dei fiori)/Divina (CGD, N 9233)
- 1961 - A.E.I.O.U. cha cha cha/Vorrei volare (CGD, N 9254)
- 1961 - Tanti auguri a te/Bianco Natale (CGD, N 9255)
- 1961 - Carolina dai!.../Tu con me - con Betty Curtis (CGD, N 9263)
- 1961 -  Mare di dicembre/I tuoi occhi (CGD, N 9267)
- 1961 - Il mare nel cassetto/Guardala (CGD, N 9268)
- 1961 - Svegliati amore/Cha Cha China (CGD, N 9269)
- 1961 - Summertime/I tuoi occhi (CGD, N 9271)
- 1961 - Vorrei danzar con te/My love (CGD, N 9275)
- 1961 - Settembre cu mme/Nun chiagnere (CGD, N 9301)
- 1961 - Montecarlo/Luna luna lu (CGD, N 9315)
- 1961 - Madame Sans-Gene (CGD, N 9317)
- 1962 - L'ombrellone/Buongiorno amore  (CGD, N 9339)
- 1962 - Arianna (CGD, N 9343)
- 1962 - Musica mia/Tutto ti attende (CGD, N 9348)
- 1962 - Scende dal cielo - promozionale per "Sonnofis" (CGD SN 1)
- 1962 - Serenata rififì/Non verrà (CGD, N 9362)
- 1962 - Ferma questa notte (Retiens la nuit)/Solai (CGD, N 9368)
- 1962 - Jaqueline/Lisbona di notte (CGD, N 9382)
- 1962 - L'uomo sul marciapiede/Adios (CGD N 9398)
- 1962 - Speedy Gonzales/Tipi da spiaggia (CGD, N 9400)
- 1962 - Le rose sono rosse/Senora (CGD, N 9405)
- 1963 - Il sogno di Biancaneve/Scende dal cielo (CGD, N 9419)
- 1963 - Gina/Bene e male (CGD, N 9421)
- 1963 - Angela/Mi sono innamorato di te  (CGD, N 9423)
- 1963 - Non costa niente/Non verrà (CGD, N 9425)
- 1963 - Fermate il mondo/E non addio (CGD, N 9428)
- 1963 - Twist così così/Je chant pè te Marì (CGD, N 9465)
- 1963 - Vina del mar/Una rosa per Valentina (CGD, N 9468)
- 1964 - Io in montagna e tu al mare/Era settembre (CGD, N 9503)
- 1964 - Le Sigle di Johnny 7 con Gigliola Cinquetti (CGD, N 9514)
- 1964 - Eri tu/Non dirmi buonasera (CGD, N 9524)
- 1965 - Probabilmente/Silvia (CGD, N 9540)
- 1965 - Svegliati con me/La domenica insieme (CGD, N 9558)
- 1965 - Briganti neri/Fischia il vento, urla la bufera (CGD, N 9572)
- 1965 - La settimana corta/Buonanotte (CGD, N 9581)
- 1965 - Su ragazza hush/Tu che piangi (CGD, N 9595)
- 1965 - Rose rose rose/Finirà (CGD, N 9618)
- 1966 - Al buio sto sognando/A Foggy Day (CGD, N 9622)
- 1966 - Solo più che mai/I Left My Heart in San Francisco (CGD, N 9633)
- 1967 - L'immensità/Soltanto il sottoscritto (CGD, N 9648)
- 1967 - Games that lovers play (Eine ganze nacht)/What kind of fool i am (CGD, N 9653)
- 1967 - La solitudine/Con lui...con me (CGD, N 9657)
- 1967 - Arriva la bomba/L'orgoglioso (CGD, N 9671)
- 1968 - La farfalla impazzita/Strano (CGD, N 9673)
- 1968 - Non rivederti più/A me (CGD, N 9679)
- 1968 - Vivo d'amore per te/Proviamo a incominciare (CGD, N 9689)
- 1968 - Non è più vivere/Un uomo inutile (CGD, N 9690)
- 1968 - La neve/Troppo presto (CGD, N 9694)
- 1969 - Addio/Prima di te, dopo di te (CGD, N 9701)
- 1969 - Il gioco dell'amore/Era scritto così (CGD, N 9708)
- 1969 - Io lavoro come un negro/Prima di te, dopo di te (CGD, N 9713)
- 1969 - Domani che farai/Quelli belli come noi (CGD, N 9745)
- 1970 - Non mi innamoro più/Promesse... promesse (CGD, N 9772; con Catherine Spaak)
- 1970 - Chiedi di più/Prima di incontrare un angelo (CGD, N 9775)
- 1970 - L'inno della gioia/Arriva Charlie Brown (CGD, N 9807)
- 1970 - Charlie Brown/Cerca guai/Evviva Charlie Brown/a boy named Charlie Brown (CBS, 6617)
- 1971 - Love story/E penso a te (CGD, CGD 111)
- 1971 - Mamy Blue/E penso a te (CGD, CGD 137)
- 1972 - Per chi/Bugiardo amore mio (CGD, CGD 980)
- 1972 - Il Padrino/Song Sung Blue (CGD, CGD 8279, con Catherine Spaak)
- 1972 - Clair/Strano (CGD, CGD 1030)
- 1973 - Una serata insieme a te/Non so più come amarlo (CGD, 1117, con Catherine Spaak)
- 1973 - L'amore è una gran cosa/Ma che cos'è (CGD, 1950)
- 1974 - Così un uomo e una donna/Proviamo a innamorarci (CGD, 1951, con Catherine Spaak)
- 1974 - Un uomo solitario/Angela (CGD, 2836)
- 1975 - Aggiungi un posto a tavola/Ora che c'è lei (CGD, 3313)
- 1975 - L'amore ha detto addio/Pazzi amanti (CGD, 3462)
- 1975 - Confessione/Mea culpa (CGD, PRG 33, con Catherine Spaak)
- 1977 - Sto/Ricette (CGD, CGD 5263)
- 1977 - Che bestia/Sto (CGD, CGD 10038)
- 1978 - Golosona/Cenerentola di mare (Wea, T17243)
- 1979 - Ma che fai/Dieci anni, non di più (Wea, T 17367)
- 1980 - Bella da balbettare/Una luna in due (Cam, AMP 226)
- 1980 - Lettera a Pinocchio/Tanti Auguri a Te (Happy Birthday To You) (CGD, CGD 10249)
- 1981 - Sciacqua l'acqua/Non ti conosco più amore (CGD, CGD 10312)
- 1982 - Dio c'è/Dio c'è (versione strumentale) (Ariston Music, AR/00940)
- 1985 - La cosa si fa/Quante volte (sono stato per arrendermi) (Five Record, FM 13104)
- 1989 - L'unica occasione/Le tue mani (Five Record, FM 13217)
- 1989 - Mi son svegliato e c'eri tu/Medley (Five Record, FM 13223)
- 2004 - South of the border (Carosello Records, EE 05326114, CD Single promo)